# Otto Kirchheimer
Otto Kirchheimer, född 11 november 1905 i Heilbronn, död 22 november 1965 i Washington, D.C., var en tysk statsvetare och filosof. Han tillhörde Frankfurtskolan.

## Biografi
Kirchheimer disputerade år 1928 vid Bonns universitet med avhandlingen Zur Staatslehre des Sozialismus und Bolschewismus; handledare var Carl Schmitt. Kirchheimer anslöt sig tidigt till Frankfurtskolan, men han lämnade Tyskland år 1933 tillsammans med flera kolleger och fortsatte sitt arbete vid Columbiauniversitetet. Under andra världskriget samarbetade han med Herbert Marcuse och Franz Neumann.
Kirchheimer lanserade år 1965 begreppet "Catch-all-Partei", vilket kännetecknas av avideologisering för att kunna appellera till personer inom alla samhällsklasser och samhällsåskådningar.